# Умаханов Магомед-Салам Іллясович
Магомед-Салам Іллясович Умаханов (6 червня 1918, село Цудахар Даргінського округу, тепер Левашинського району Дагестану, Російська Федерація — 1992, місто Москва) — радянський державний діяч, 1-й секретар Дагестанського обкому КПРС, голова Ради міністрів Дагестанської АРСР. Член ЦК КПРС у 1971—1986 роках. Депутат Верховної Ради СРСР 4—10-го скликань.

## Життєпис
Народився в родині сільського шевця. Закінчив Цудахарську сільську школу та Левашинську неповну середню школу. У 1932—1937 роках — учень Дагестанського рибопромислового технікуму.
У 1937 році — завідувач відділу політичного навчання, з листопада 1937 по березень 1938 року — секретар Махачкалинського міського комітету ВЛКСМ. З березня по жовтень 1938 року — заступник завідувача відділу керівних комсомольських органів Дагестанського обласного комітету ВЛКСМ.
У жовтні 1938 — грудні 1947 року — в Червоній (Радянській) армії. У жовтні 1939 року закінчив школу стрільців-бомбардирів Західного особливого військового округу. Служив політичним керівником роти зв'язку 140-ї авіаційної бази 17-го району авіаційного базування в місті Пінську Білоруської РСР.
Член ВКП(б) з 1939 року.
Учасник німецько-радянської війни з червня 1941 року. У 1941—1944 роках — помічник начальника політичного відділу по комсомолу 17-го району авіаційного базування. Воював на Західному (червень — липень 1941), Центральному (липень — серпень 1941), Брянському (серпень 1941 — жовтень 1943) і 2-м Прибалтійському (жовтень 1943 — грудень 1944) фронтах. З грудня 1944 року — заступник командира батальйону із політичної частини 713-го стрілецького полку, у 1945 році — партійний організатор 525-го стрілецького полку на 1-му Білоруському фронті. У 1945—1947 роках — на військово-політичній роботі. У грудні 1947 році в званні майора звільнений в запас.
У 1948—1949 роках — завідувач військового відділу Дагестанського обласного комітету ВКП(б), завідувач адміністративного відділу Дагестанського обласного комітету ВКП(б).
У вересні 1949 — липні 1952 року — слухач Вищої партійної школи при ЦК ВКП(б).
У серпні 1952 — квітні 1953 року — голова виконавчого комітету Ізбербашської окружної ради депутатів трудящих Дагестанської АРСР.
У 1953 році — міністр легкої і харчової промисловості Дагестанської АРСР. У 1953 — травні 1954 року — міністр промисловості товарів широкого вжитку Дагестанської АРСР.
У травні 1954 — грудні 1956 року — 1-й секретар Карабудахкентського районного комітету КПРС Дагестанської АРСР.
29 грудня 1956 — 30 листопада 1967 року — голова Ради міністрів Дагестанської АРСР.
29 листопада 1967 — 24 травня 1983 року — 1-й секретар Дагестанського обласного комітету КПРС.
З травня 1983 року — персональний пенсіонер союзного значення в Москві.
Помер 1992 року в Москві. Похований в місті Махачкалі.

## Звання
- майор
- полковник (.02.1976)

## Нагороди
- п'ять орденів Леніна (27.11.1965; 6.06.1968; 25.10.1971; 7.12.1973; 5.06.1978)
- орден Жовтневої Революції
- орден Червоного Прапора (24.05.1945)
- два ордени Вітчизняної війни І ст. (29.03.1945; 11.03.1985)
- орден Вітчизняної війни ІІ ст. (19.09.1944)
- орден Дружби народів
- орден Червоної Зірки (28.09.1943)
- медаль «За трудову доблесть» (25.12.1959)
- медаль «За доблесну працю у Великій Вітчизняній війні 1941—1945 рр.»
- медалі